# فريدريك براستاد
فريدريك براستاد (بالنرويجية البوكمول: Fredrik Brustad)‏ هو لاعب كرة قدم نرويجي، ولد في 22 يونيو 1989 في أوسلو في النرويج. شارك مع منتخب النرويج لكرة القدم. أما مع النوادي، فقد لعب مع أيك سولنا ونادي ستابك.

## وصلات خارجية
- فريدريك براستاد على موقع اتحاد النرويج (النرويجية)
- فريدريك براستاد على موقع اتحاد السويد (السويدية)
- فريدريك براستاد على موقع قاعدة بيانات كرة القدم.إي يو (الإنجليزية)
- فريدريك براستاد على موقع ناشيونال فوتبول تيمز (الإنجليزية)
- فريدريك براستاد على موقع Soccerway.com (الإنجليزية)